# Kesselhaken

Kesselhaken

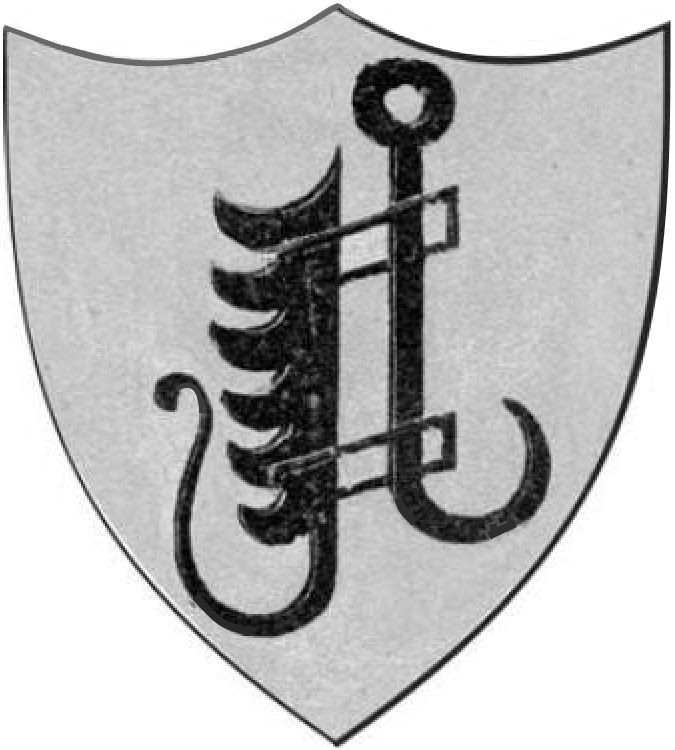
Kesselhaken

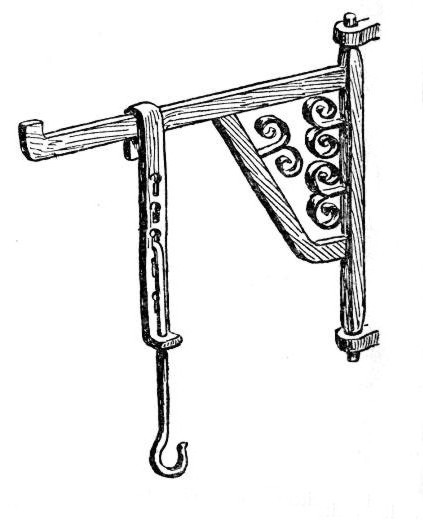
Kesselhaken hängt an einem Kaminkran

Der Kesselhaken und der Kesselring finden in der Heraldik als gemeine Figuren im Wappenschild oder Feld ihren Platz als Wappenfigur. Auch die Kesselzange ist in der Wappenkunst verbreitet. Für das Hantieren mit dem heißen Kessel waren es vielverwendete Utensilien. Zahlreiche andere Bezeichnungen sind für diese drei Gerätschaften je nach Region üblich.
Der Kesselhaken heißt auch Kesseleisen, Ketelhaken, Hal oder Hahl (niederländisch Haal). Es war eine Vorrichtung zum Aufhängen des Kessels im offenen Ofen, speziell in großen Kaminen oder über freiem Feuer. Andere Begriffe für den gleichen Sachverhalt: Hähl, Haul, Potthohl.
Er hat, wie im Wappenbild immer gezeigt, Zähne. Diese dienen der Verstellbarkeit: Meist besteht der Kesselhaken aus einem mit den Zähnen versehenen Flacheisen, das am unteren Ende aufgebogen ist, so dass der Kessel eingehängt werden kann. Parallel zu dem Flacheisen verläuft in der Regel eine Stange, die zum Aufhängen über der Feuerstelle dient. Beide Teile sind durch Führungen verbunden, ein beweglicher Haken kann in jeden Zahn eingehängt werden und damit die Länge der Aufhängevorrichtung verändert werden. Seltener sind Kurbelvorrichtungen, ähnlich einer Zahnstangenwinde. Für wohlhabende Besitzer wurden die einzelnen Teile oft graviert oder kunstvoll ausgeschmiedet.
Rinken oder Kesselrinken heißt der Kesselring, der ein Griff am Kessel ist. Ein mit Kesselrinken besetztes Kreuz wird Kirchenspange genannt. Die Zange wurde zum Herausheben des Kessels gebraucht. Der Begriff Hafte als Bezeichnung für Kesselring konnte nicht in der Literatur gefunden werden, obwohl er in Wappenbeschreibungen (Blasonierung) Verwendung findet. Der Dreibeinkochtopf trägt auch die Bezeichnung Grapen.

## Der Kesselhaken als Symbol
In einem Bauernhaus war die Herdstelle das Zentrum des Gebäudes. Allein von hier ging Wärme aus. Hier wurde gekocht und gebraten.
Zum Kochen war der Kesselhaken wichtig. Er gehörte in früheren Jahrhunderten zur Ausstattung des Herdfeuers. Mit seiner Hilfe konnten Topf oder Kessel näher an das Feuer herangeführt oder von ihm entfernt werden. Damit will man immer wieder die Redensart „einen Zahn zulegen“ erklären. Das ist falsch. Ein Zahn weniger am Kesselhaken ließ das Essen im niedrigeren Topf rascher kochen. „Nach unten“ bedeutet aber in keiner Kultur „mehr“, worauf das Wort „zulegen“ eindeutig hinweist. Außerdem entstand die Redensart erst im 19. Jh., dem Zeitalter von Mechanisierung und Lokomotiven. Man stellte sich damals vor, ein Zahn mehr an einem Zahnrad treibe schneller an. Bei Loks gab es außerdem Dampfdruckhebel, die in einem Halbzahnkranz am Boden fixiert waren. Legte man einen Zahn zu, fuhr die Lok mit mehr Dampf schneller.
Der Kesselhaken hatte auch rechtsgeschichtliche Bedeutung. Beim Übergang eines Hauses von einem Besitzer zum anderen nahm der Grundherr den Kesselhaken ab und gab ihn dem Käufer in die Hand. Anschließend goss er das Feuer aus.
Teilweise war es Brauch, dass der Jungbauer seiner Braut einen prächtig gearbeiteten Hahl schenkte und ihr damit symbolisch die Vollmacht über Küche und Herd anvertraute.

## Darstellung – Kesselhaken im Wappen von Orten und Familien
In der Heraldik erscheint der Kesselhaken in unterschiedlichen Formen.
In der einfachsten Variante erscheint nur ein Bestandteil des gesamten Kesselhakens, nämlich eine flache, gezahnte Metallstange, die sogenannte „Zahnstange“, die am oberen Ende meist in eine abgerundete, ring- oder halbkreisförmige Öse ausläuft und am unteren Ende in einen rundgebogenen Haken oder etwas Vergleichbaren. Sie erscheint hauptsächlich in Ein- oder in Dreizahl, womöglich in Anlehnung an große Burgkamine, bei denen manchmal drei Zahnstangen nebeneinander an einem Gestell hingen.

### Kesselhaken in der alten Form einer Zahnstange

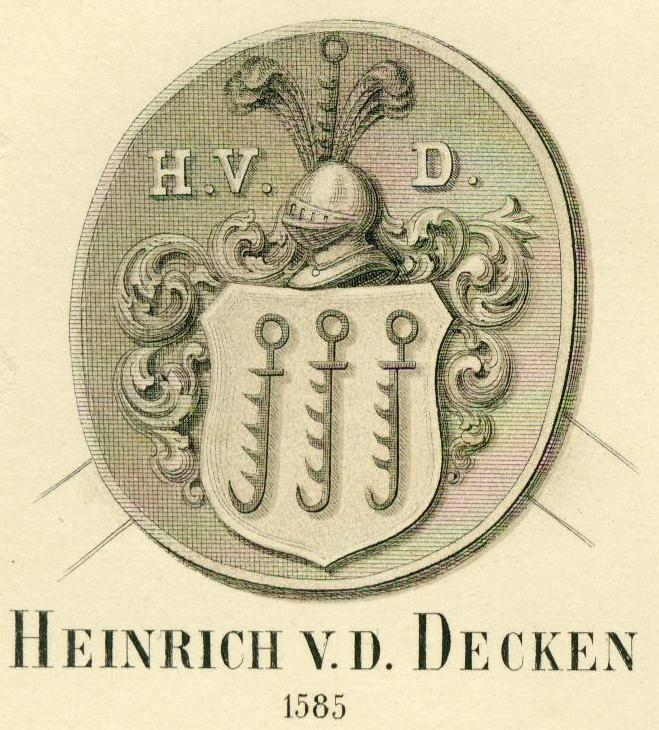
Heinrich von der Decken 1585
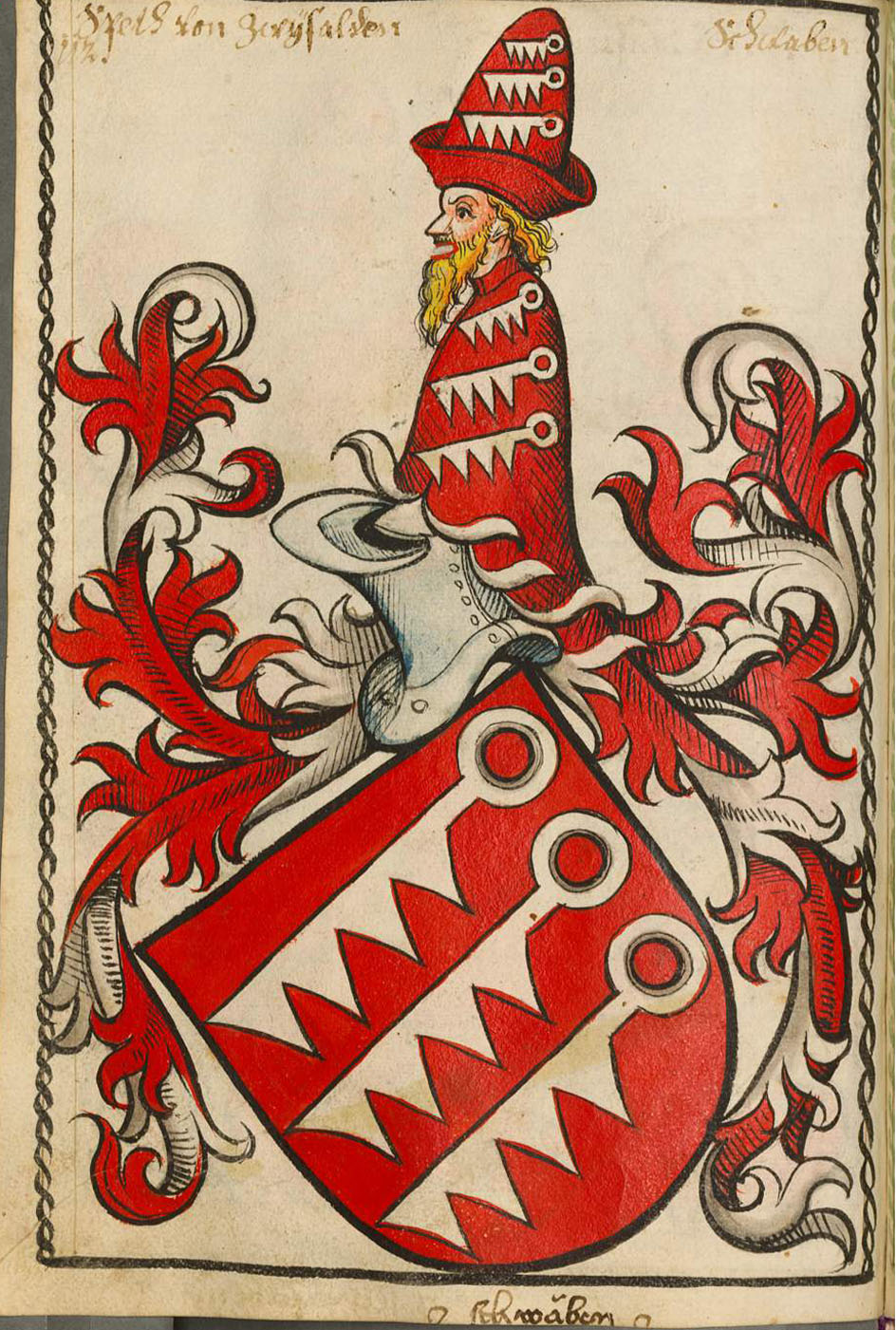
Speth von Zwiefalten
In Gold nebeneinander drei gestürzte schwarze Kesselhaken („Kräuel“ oder „Craile“) Crailsheim
Schräggekreuzt Kesselhaken (Kräuel) und Flößerhaken (Landkreis Schwäbisch Hall)[5]
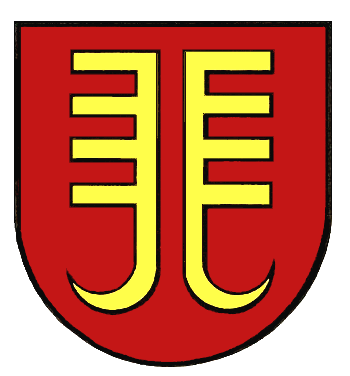
Zwei abgekehrte, gestürzte Zahnstangen (Bieselsberg)
Gelre
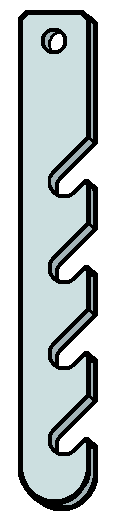
Crechem

Eine andere Form des heraldischen Kesselhakens zeigt neben der Zahnstange zusätzlich ein Flacheisen, das mit der Zahnstange über metallene Schienen verbunden ist. Die oberer Schiene dient meist zur Führung, die untere zum Stoppen, indem sie eine Kerbe der Zahnstange gesetzt wird.

### Kesselhaken in der allgemeinen Form: Orte

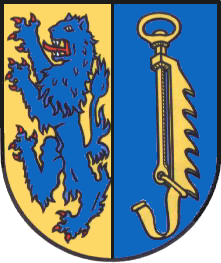
Alvesse (Edemissen), rechts ein Kesselhaken
Basbeck ist ein Ortsteil von Hemmoor
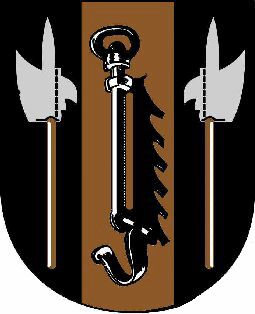
Borstel (Landkreis Diepholz), in der Mitte ein Kesselhaken
Gestürzte Kesselhaken („Kräuel“ oder „Craile“) in Crailsheim, redend
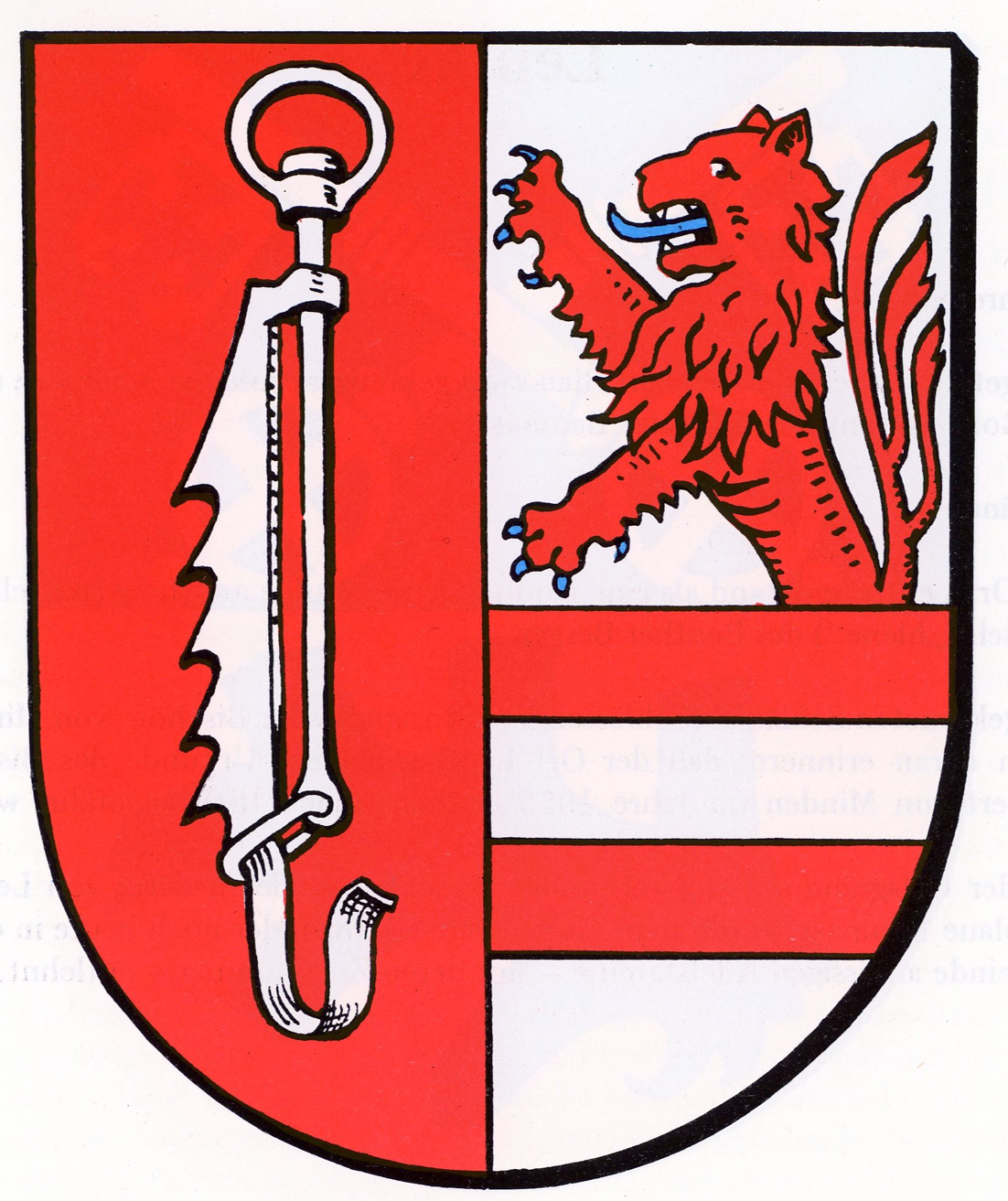
Leveste, links ein Kesselhaken
Marxen, links ein Kesselhaken
Hörden am Harz, ein Kesselhaken
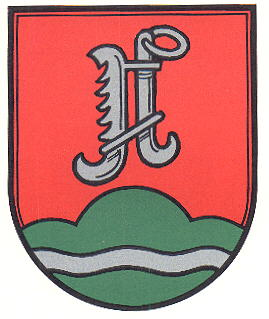
Rechtenfleth[7] bei Bremen
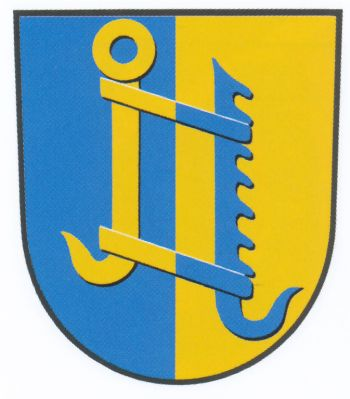
Sierße, Gemeinde Vechelde im Landkreis Peine
Schwalmtal (Hessen), oben links ein Kesselhaken
Storndorf
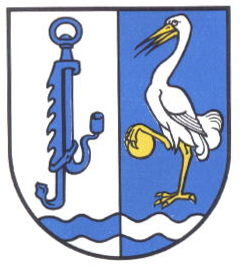
Links blauer Kesselhaken Radenbeck (Wittingen)
Römstedt, unten rechts ein Kesselhaken
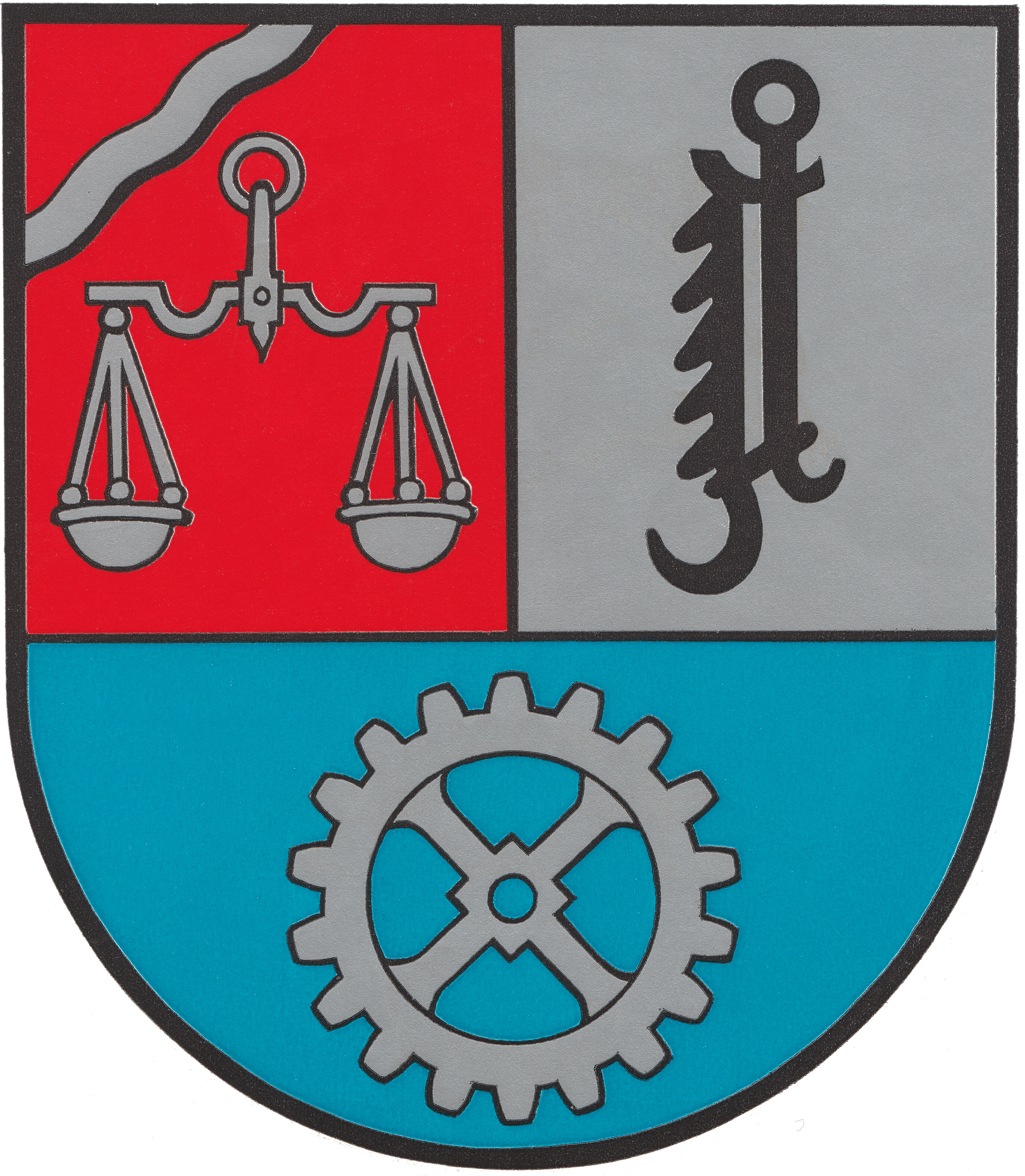
Hemmoor, oben rechts ein Kesselhaken
Samtgemeinde Hemmoor
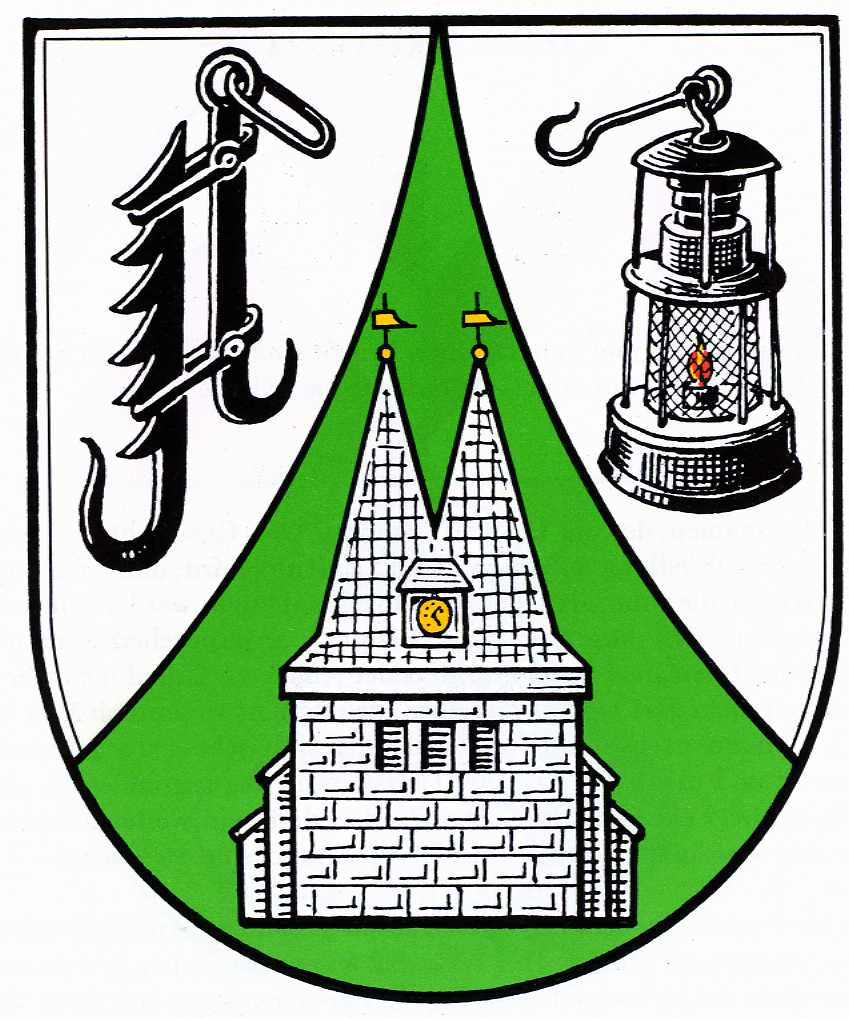
Hohenbostel, oben links ein Kesselhaken
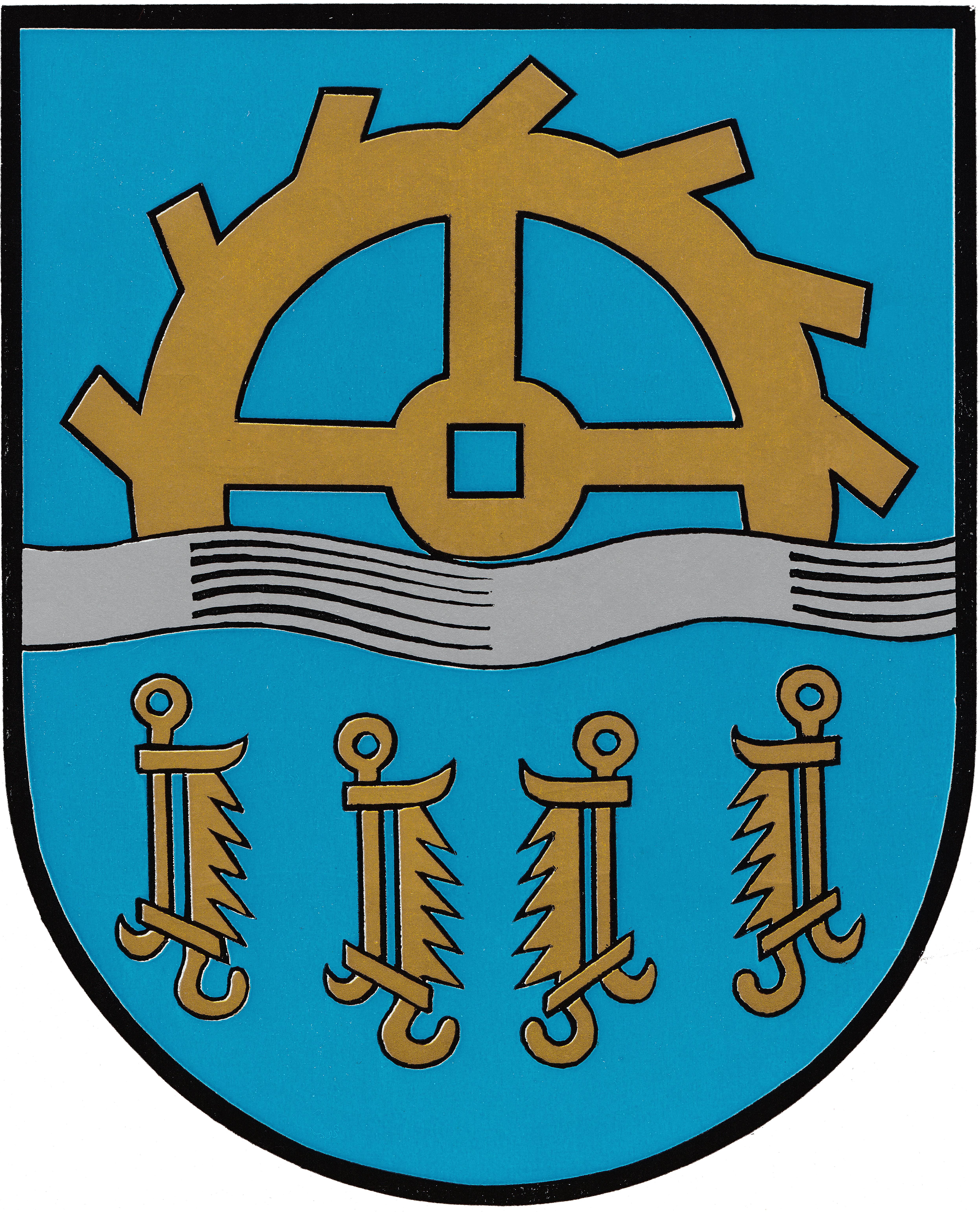
Hollnseth, die vier Kesselhaken stehen für die ersten vier Höfe
Früheres Wappen von Halsheim

### Kesselhaken in der allgemeinen Form: Familien

von Brandlecht, auffällig, die unteren Haken sind in dieselbe Richtung geschwungen
von der Decken[10]
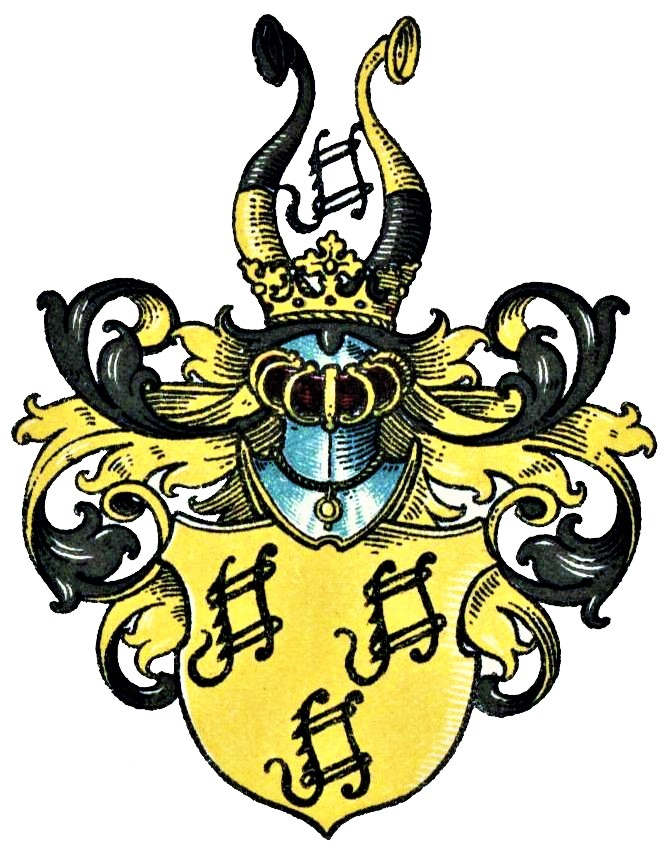
von Frenke
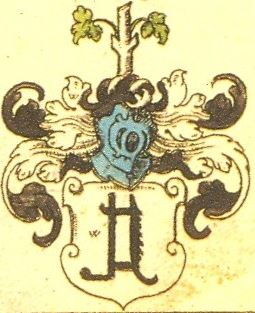
von Gruben
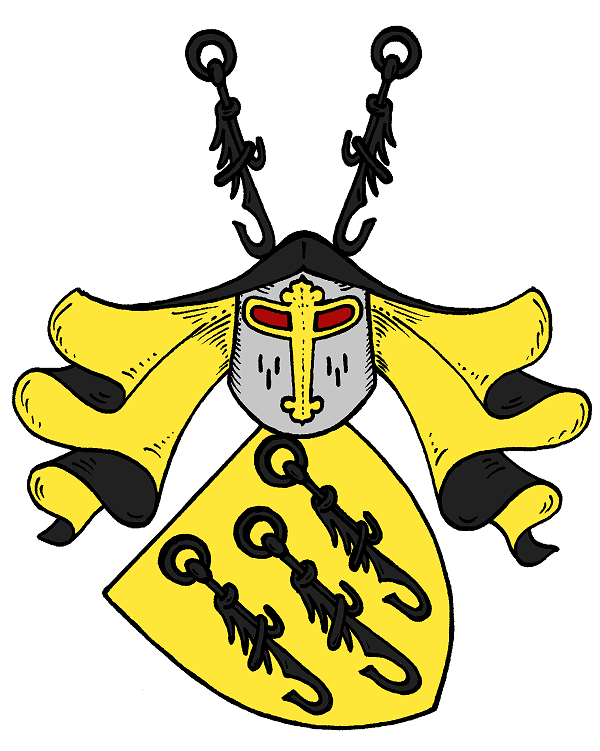
von Gustedt
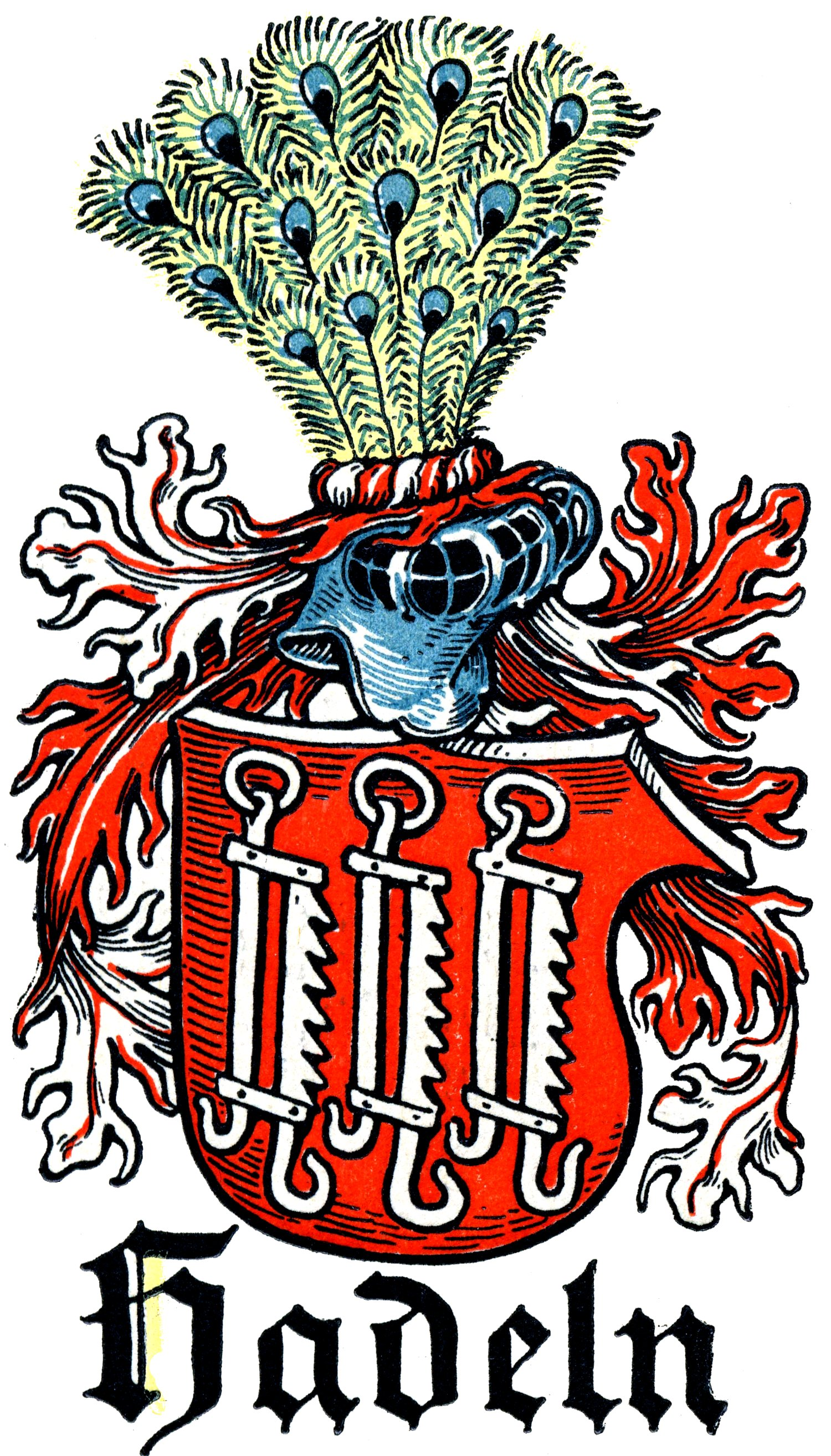
von Hadeln
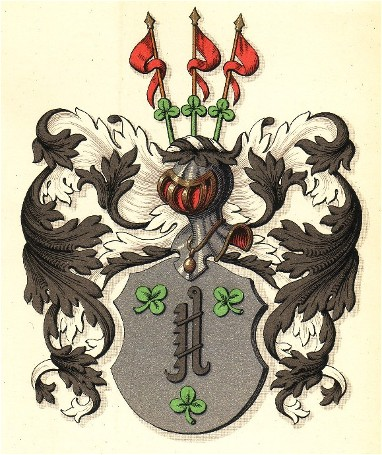
von Knut
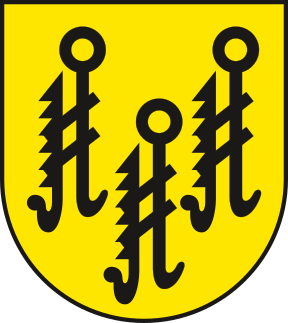
Drei (2:1) schwarze Kesselhaken Deersheim
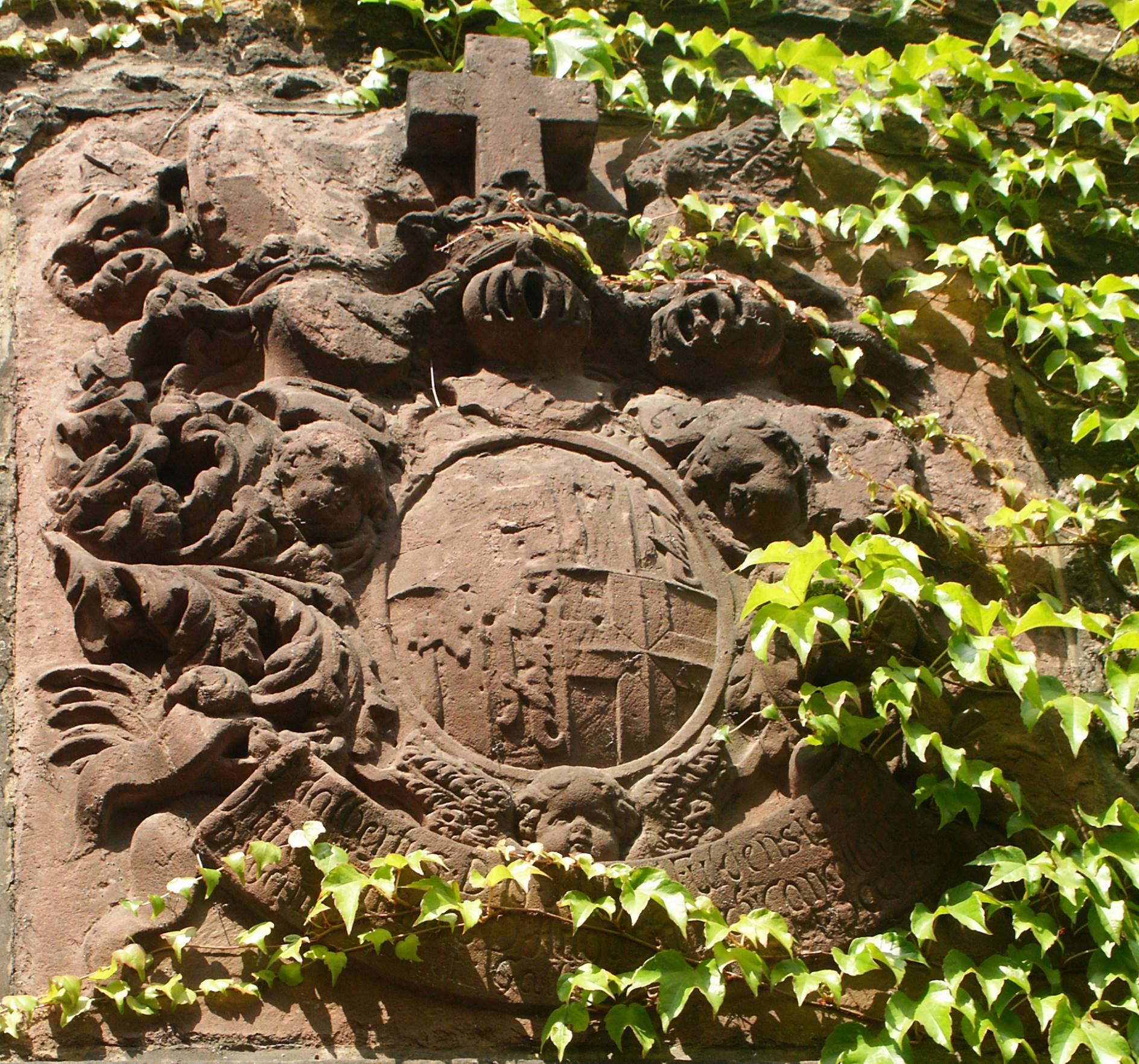
Wappen des Fürstabt von Fulda Adalbert von Schleifras
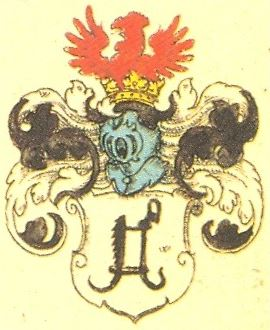
Familie von Zerssen (Zersen, Cersne, Tcersne, Zertschen)

### Komplexe Formen des Kesselhakens in Wappen
Neben den oben genannten Formen des Kesselhakens kennt die Heraldik weitere, teilweise komplexere.

(Westfälischer) Kesselhaken im Wappen derer von Ketteler
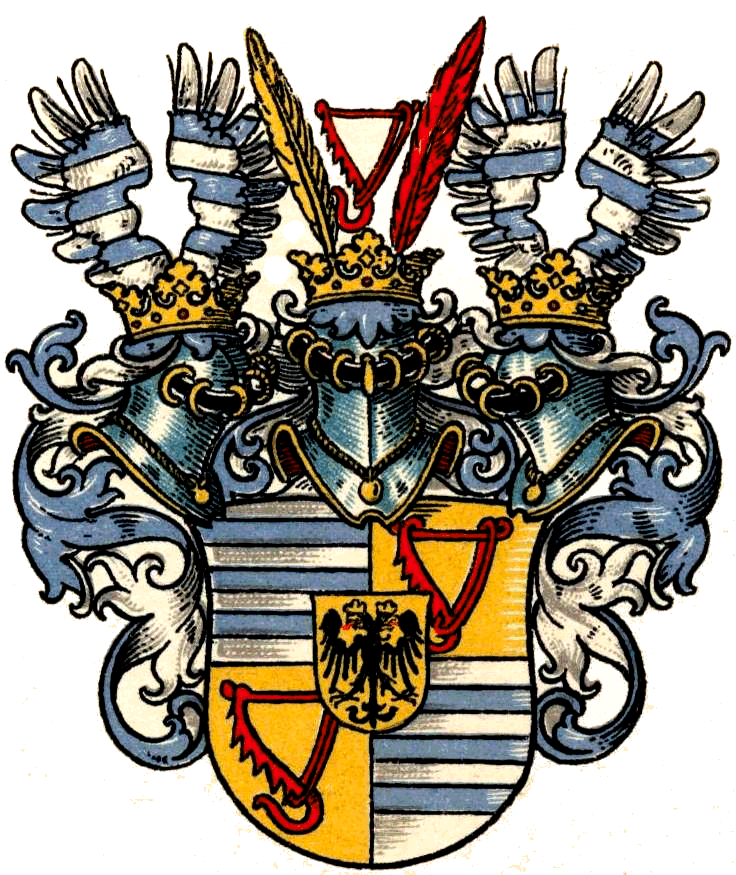
(Westfälischer) Kesselhaken im Wappen der Grafen von Heyden
Verbogener Kesselhaken Belm bei Osnabrück[17]
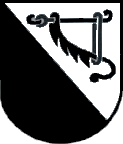
Altengeseke
Aufrechtgestellter, offener Kesselhaken Freiherren von Twickel[19]
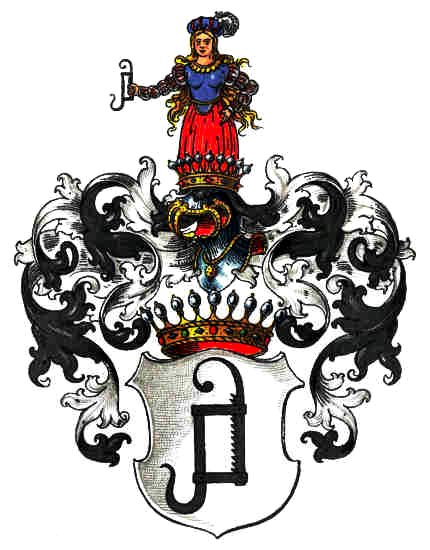
Grafen von Zieten

### Weitere Wappen mit Kesselhaken ohne Abbildung
Kesselhaken in den Wappen der Familien: von Duhn und Waldvogel.

## Darstellung – Ähnliche Symbole im Wappen von Orten
Das Heraldik-Wiki listet weitere heraldische Figuren im Zusammenhang mit dem Motiv Kesselhaken auf (nachstehend in Auszügen zitiert):
- Kesselring (Rinke)

„Kesselring (Tafel XXVII. Figur 83.) ist der Ring oder Griff eines Kessels ….“

Grömbach im Schwarzwald
Korntal-Münchingen bei Ludwigsburg
Nufringen bei Böblingen
Östringen zwischen Karlsruhe und Heidelberg
Wimsheim bei Pforzheim
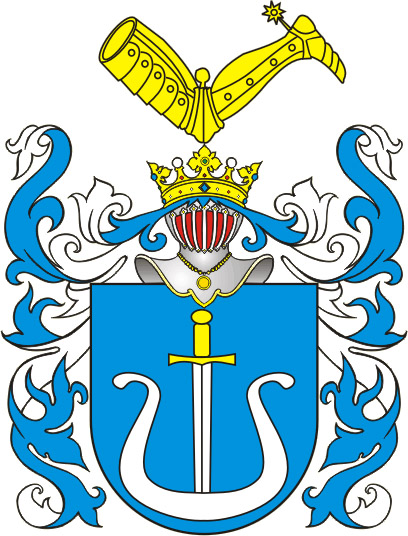
Kesselring im polnischen Stammwappen Nowina

- Kirchenspange (Rinkenkreuz)

Kirchheim unter Teck südöstlich von Stuttgart
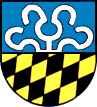
Ötlingen (Kirchheim unter Teck)
Gundelsheim
Affoltern (Bezirk)
Kappel am Albis

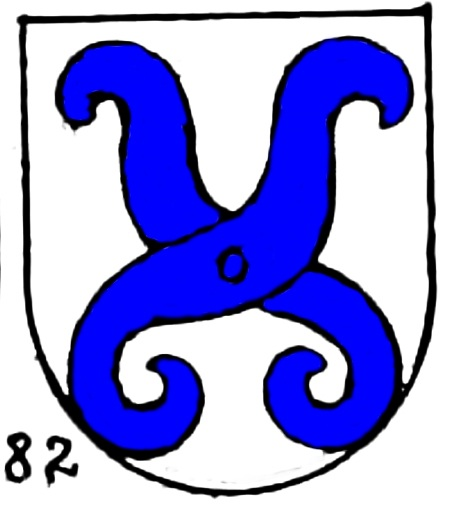
Kesselzange (gemäß Siebmacher)

- Kesselzange (frz.: paire de tenailles de chaudron; engl.: pair of tongs for the kettle) ist in der Heraldik vorgeblich eine gemeine Figur (siehe rechts).

„Kesselzange (Tafel XXVII. Figur 82.) ist ein Instrument, vermittelst dessen man die glühend gewordenen Kessel aus dem Feuer hebt.“

Inwiefern hier womöglich eine Fehlinterpretation bezüglich des Motivs vorliegt, müssen tiefergehende Forschungen zeigen. Tatsächlich kommt die Bezeichnung „Kesselzange“ im Deutschen nur selten vor. Weder wird sie im Grimmschen Wörterbuch noch in anderen führenden Lexika oder Wörterbüchern aufgelistet. Wappen, die gemäß einschlägiger Literatur angeblich eine Kesselzange zeigen, stellen teilweise eine ganz andere Form einer Zange dar (siehe nachstehenden Abschnitt).
- Abgrenzung

Die Kesselzange wird in manchen Quellen mit einer „Baumzange“ verwechselt, wie sie in der Forstwirtschaft verwendet wird. Letztere erscheint zum Beispiel in einigen nordeuropäischen Wappen oder in Wappen aus Regionen, die intensive Forstwirtschaft betreiben.

Baumzangen
Konnevesi
Rømskog